# Sprawa Lyle’a Stevika
Sprawa Lyle’a Stevika - sprawa identyfikacji mężczyzny, który w 2001 roku popełnił samobójstwo, a która została dokonana dzięki wykorzystaniu najnowocześniejszych badań DNA i programu DNA Doe Project. 

## DNA Doe Project
W 2018 dwóch genetyków genealogicznych z DNA Doe Project, Colleen M. Fitzpatrick i Margaret Press, zamieściło profil DNA Stevika w GEDmatch celem porównania go do profili osób żyjących w Nowym Meksyku i Idaho. Biuro Szeryfa hrabstwa Grays Harbor 8 maja 2018 poinformowało na Facebooku i w innych mediach, że zidentyfikowano tożsamość Stevika poprzez analizę jego DNA i porównanie z DNA potencjalnych krewnych. Pochodził z hrabstwa Alameda w Kalifornii, zmarł w wieku 25 lat. Biuro Szeryfa skontaktowało się z rodziną Stevika; krewni przekonani byli, że mężczyzna nie chciał utrzymywać z nimi kontaktu. Mieli dostęp do odcisków palców Stevika pobranych od niego w szkole podstawowej w ramach programu identyfikacji dzieci. Zgadzały się z odciskami palców pobranymi od Stevika po śmierci. Rodzina zadecydowała o nieujawnianiu prawdziwych danych Stevika. Po ogłoszeniu wyników śledztwa członkowie jednej z grup w mediach społecznościowych zaoferowali organizację zbiórki na transport ciała i pogrzeb, gdyby rodzina chciała pochować Stevika w wybranej przez siebie lokalizacji.

## Lyle Stevik - charakterystyka postaci
Lyle Stevik (1976–2001) jest pseudonimem nadanym mężczyźnie o nieustalonej tożsamości, który w 2001 powiesił się w Amanda Park w stanie Waszyngton. Zarezerwował pokój podpisując się jako Lyle Stevik, prawdopodobnie inspirując się imieniem i nazwiskiem bohatera powieści You Must Remember This (1987) amerykańskiej pisarki Joyce Carol Oates. Jej bohater o tym samym imieniu i nazwisku, zapisywanym jednak jako „Stevick”, również próbuje popełnić samobójstwo. 
14 września Stevik zarezerwował pokój w Quinault Inn, motelu w Amanda Park. Zapłacił za jedną noc w motelu i zostawił zapłatę za kolejne. Według recepcjonisty mężczyzna mógł być Kanadyjczykiem, o czym miał świadczyć kanadyjski akcent. Podczas rejestracji podał pseudonim i adres innego hotelu, jednego z sieci Best Western znajdującego się w Meridian w stanie Idaho. Po śmierci Stevika zlokalizowano hotel, jednak żaden z pracowników nie rozpoznał mężczyzny. Stevik był widziany podczas chodzenia przy autostradzie nieopodal motelu. 
Został znaleziony martwy 17 września. Powiesił się w szafie. Pozostawił notatkę z zapisanym słowem „suicide”. Po odkryciu ciała zauważono, że Stevik zasłonił okna w pokoju i wyścielił szafę poduszkami. Na stoliku obok łóżka zostawił notatkę „for the room” („za pokój”), zawierającą 160$ w 20-dolarowych banknotach. Spekulowano, czy samobójstwo dokonane zostało wskutek depresji, czy może innej choroby, której ból Stevik chciał skrócić; sekcja zwłok jednak żadnej nie wykazała.

## Badanie pośmiertne
Stevik miał jasną karnację, podejrzewano jednak, że z pochodzenia był rdzennym Amerykaninem lub Hiszpanem, jako że miał czarne włosy i zielone/piwne oczy. Biuro lokalnego koronera poinformowało, że mógł mieć w rodzinie również domieszkę afrykańską. Badanie DNA wykazało, że jego pochodzenie było w przynajmniej ¼ rdzennie amerykańskie, a w ¼ latynoskie lub hiszpańskie. W ciągu życia był leczony stomatologicznie; znaleziono ślady pozostawione przez aparat ortodontyczny. Obecna była blizna powstała po usuwaniu wyrostka robaczkowego. Na brodzie miał znamię, płatki uszne były przyrośnięte. W ostatnim czasie jego waga mocno spadła; stracił około 18 kg (40 funtów). Oszacowano to po zauważeniu stosunkowo dużego rozmiaru spodni Stevika w porównaniu do jego sylwetki. Oszacowano jego wiek na 20–30 lat, co wskazywało na datę urodzenia między 1971 a 1981. Mógł jednak mieć do 35 lat.
Został pochowany w anonimowym grobie w Fern Hill Cemetery w Aberdeem w Waszyngtonie.

## Śledztwo
Z uwagi na stosunkowo niedawną śmierć Stevika śledczy łatwo mogli pobrać odciski palców, informacje o uzębieniu i próbki DNA. Umieszczono je w międzynarodowych bazach danych, w tym CODIS, lecz nie znaleziono pasujących wyników. Przypuszczano, że Stevik przybył z okolic  Port Angeles lub Aberdeen, jako że z obydwu tych miast w dniu pojawienia się Stevika jeździły busy do Amanda Park. Kierowcy nie rozpoznali jednak mężczyzny. Wówczas poszukiwano w okolicy dwóch zaginionych mężczyzn, Alexandra Craiga i Stevena Needhama, wykluczono jednak, by któryś z nich był Stevikiem.
W kwietniu 2007 Stevik został bohaterem „profilu miesiąca” w serwisie Missing from the Circle, waszyngtońskiego publicznego projektu w przypadkach zaginionych i niezidentyfikowanych rdzennych Amerykanów. Tożsamość mężczyzny wywołała duże zainteresowanie internautów, którzy w serwisie Reddit w dedykowanym wątku omawiali dostępne informacje o sprawie Stevika śledząc sprawę do momentu odkrycia jego tożsamości. Zakładano również na portalach społecznościowych grupy poświęcone sprawie Stevika.